# Montagrier
Montagrier är en kommun i departementet Dordogne i regionen Nouvelle-Aquitaine i sydvästra Frankrike. Kommunen ligger i kantonen Montagrier som tillhör arrondissementet Périgueux. År 2022 hade Montagrier 507 invånare.

## Befolkningsutveckling
Antalet invånare i kommunen Montagrier
Referens:INSEE